# Von Lembeck
von Lembeck var en nordtysk medeltida adelsätt med ursprung från godset i Lembeck i Nordrhein-Westfalen, Tyskland.

## Kända medlemmar
- Claus van Lembek, Danmarks drots under Valdemar Atterdags regering.
- Anna von Lembeck, anmoder till Gustav Vasa. Anna var gift med Johan von Thienen, vars dotter Beata von Thienen (1360- ?), gift med 1) Erik Krummedige, var  farfars mormor till kung Gustav Vasa.[1]